# ماتئوش بینیک
ماتئوش بینیک (لهستانی: Mateusz Bieniek) بازیکن والیبال اهل شهر بلاخوونیا لهستان است. بینیک در حال حاضر عضو تیم ملی والیبال لهستان و باشگاه افکتور کیلتس است.وی در ۲ آوریل سال ۲۰۱۵ توسط استفان آنتیگا به تیم ملی لهستان دعوت شد.
او در لیگ ملت‌های والیبال مردان ۲٠۲۲ به عنوان یکی از بهترین دفاع کننده های میانی انتخاب شد